# Apostolischer Segen
Der apostolische  oder päpstliche Segen (Benedictio apostolica seu Papalis) ist eine besondere Segensform in der römisch-katholischen Kirche.

## Begriff und Formen

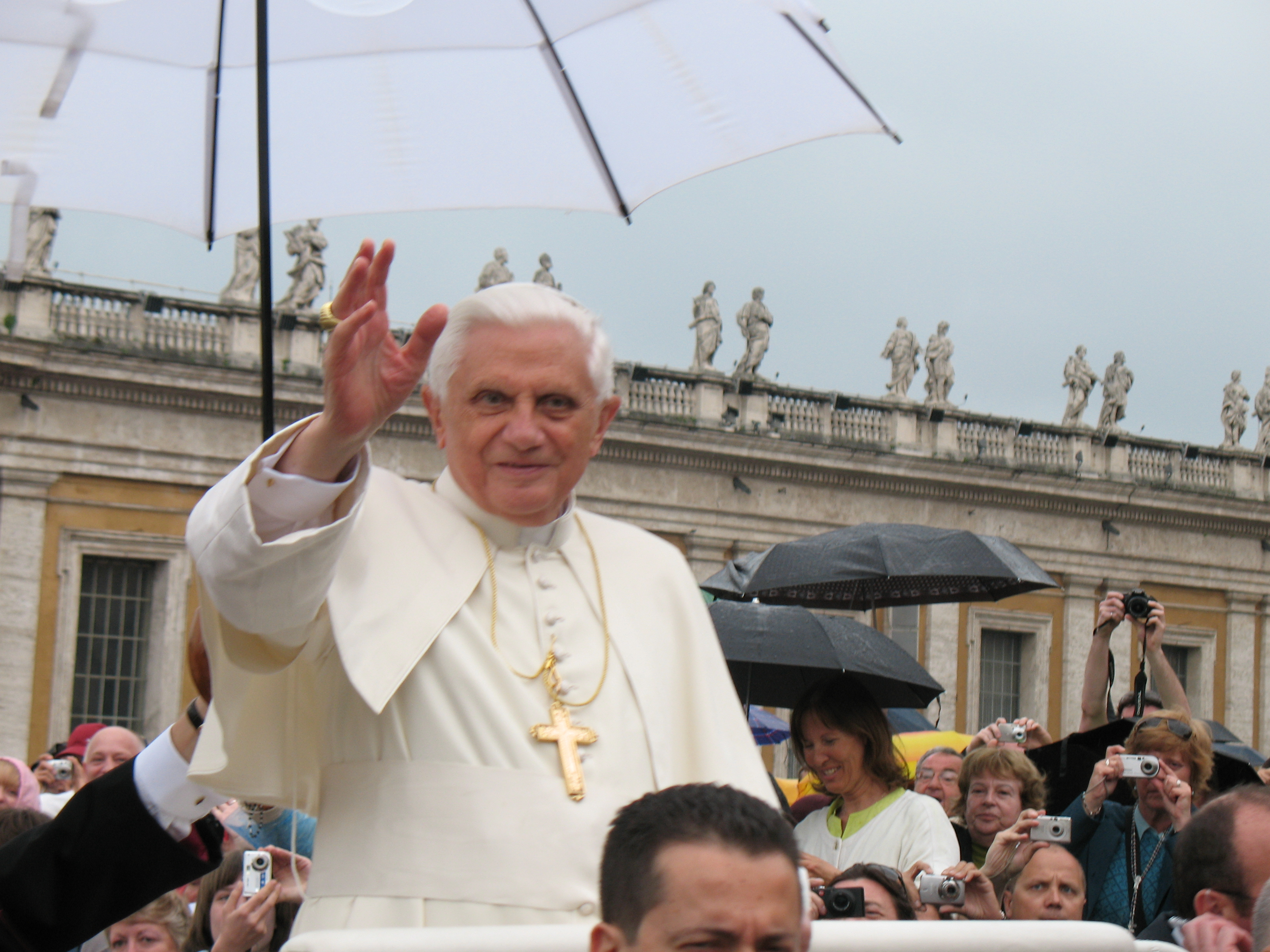
Papst Benedikt XVI. bei einer Generalaudienz

Der apostolische Segen wird grundsätzlich vom Papst oder einem Diözesanbischof erteilt (vom Ortsbischof bis zu dreimal im Jahr). Sterbenden darf der Segen auch durch den Priester erteilt werden. Ebenso ist es einem neugeweihten Priester erlaubt, den Segen am Ende seiner Primizmesse zu spenden.
In Verbindung mit diesem Segen wird ein vollkommener Ablass der zeitlichen Sündenstrafen erteilt. Der bekannteste apostolische Segen ist der Segen Urbi et orbi, den der Papst zu Weihnachten und Ostern sowie zu Anlässen seiner Wahl spendet. War früher für diesen Empfang die physische Anwesenheit des Empfängers auf dem Platz oder in Sichtweite des Spenders notwendig, so kann der Segen seit 1967 auch über Ton-, seit 1985 auch über Bildübertragungsverfahren gültig empfangen werden.
Darüber hinaus wird jede Erteilung des Segens durch den Papst für die Anwesenden als apostolischer Segen bezeichnet, so etwa der Segen auf dem Petersplatz an Sonn- und Feiertagen, dem das Angelusgebet vorausgeht, der Segen, den der Papst am Ende von Ansprachen den Zuhörern erteilt, oder Segenswünsche am Ende offizieller Schreiben. Der dem Angelusgebet folgende päpstliche Segen wurde zum Heiligen Jahr 1450 von Papst Nikolaus V. eingeführt. Die Bezeichnung apostolisch bezieht sich hier auf den heiligen Petrus, in dessen Nachfolge die Päpste stehen (siehe apostolische Sukzession).

## Segensformel
Die Formen des apostolischen Segens sind unterschiedlich. Die bekannteste ist die des päpstlichen Segens urbi et orbi. Die Form des gewöhnlichen apostolischen Segens entspricht der eines Bischofs:

### Latein
℣ Dominus vobiscum.
℟ Et cum spiritu tuo.
℣ Sit nomen Domini benedíctum.
℟ Ex hoc nunc et usque in sæculum.
℣ Adiutorium nostrum in nomine Domini.
℟ Qui fecit cælum et terram.
℣ Benedicat vos omnipotens Deus, Pater + et Filius + et Spiritus + Sanctus.
℟ Amen.

### Deutsch
℣ Der Herr sei mit Euch.
℟ Und mit Deinem Geiste.
℣ Der Name des Herrn sei gepriesen.
℟ Von nun an bis in Ewigkeit.
℣ Unsere Hilfe ist im Namen des Herrn.
℟ Der Himmel und Erde erschaffen hat.
℣  Es segne euch der allmächtige Gott, der Vater + und der Sohn + und der Heilige + Geist.
℟  Amen.